# Circuito Argentino de Póker
El Circuito Argentino de Poker (CAP) comenzó en junio de 2011, permitiendo a los casinos más grandes de Argentina participar en el torneo que definiría al Campeón Argentino de Póker. Su primera edición se desarrolló en la capital porteña, en el barrio de Puerto Madero.

## Campeones Argentinos
| Ano  | Nombre                 |
| ---- | ---------------------- |
| 2011 | Elias Escandar         |
| 2012 | Iván Lucá              |
| 2013 | Norberto Blumencweig   |
| 2014 | Fernando Di Francesco  |
| 2015 | Carlos Leandro Schmidt |
| 2016 | Carlos Leandro Schmidt |
| 2017 | Franco Spitale         |
| 2018 | Diego Sebastian Aro    |
| 2019 | Leandro Bianchini      |
| 2022 | Blas Torres            |
| 2023 | Leandro Bianchini      |
| 2024 | Valentín Piergentile   |

## Múltiples títulos
| Pos. | Títulos | Nombre               | 1° Título | 2° Título | 3° Título |
| ---- | ------- | -------------------- | --------- | --------- | --------- |
| 1    | 3       | Diego Aro            | 2011      | 2018      | 2018      |
| 2    | 3       | Leandro Bianchini    | 2023      | 2023      | 2023      |
| 3    | 2       | Iván Lucá            | 2012      | 2012      |           |
| 4    | 2       | Mario Javier López   | 2012      | 2013      |           |
| 5    | 2       | Germán Muises        | 2015      | 2015      |           |
| 6    | 2       | Lucas Cortijo        | 2014      | 2015      |           |
| 7    | 2       | Fabian Ortiz         | 2011      | 2016      |           |
| 8    | 2       | Franco Spitale       | 2017      | 2017      |           |
| 9    | 2       | Gabriel Zakalik      | 2015      | 2019      |           |
| 10   | 2       | Francisco Araujo     | 2021      | 2023      |           |
| 11   | 2       | Gabriel Valvo        | 2014      | 2024      |           |
| 12   | 2       | Valnetín Piergentile | 2024      | 2024      |           |

## Historia
En 2011 se disputaron 5 etapas Buenos Aires, Neuquén, Santa Rosa (La Pampa), Rosario (Santa Fé) y Ushuaia (Tierra del Fuego), con un promedio de alrededor de 202 jugadores sólo en el evento principal y finalizó en febrero de 2012 con la Gran Final Ushuaia consagrando a Elías Escandar Campeón de la primera etapa del CAP y tras los resultados alcanzados fue el primer Campeón Argentino de Poker.
En 2012, CAPcontó con 6 etapas y agregó al calendario la ciudad de Trelew (Chubut), con un promedio de alrededor de 305 jugadores sólo en el evento principal, con un auge en la Gran Final etapa Rosário a finales de noviembre de ese año. , con 582 jugadores en el evento principal. Esta temporada también se llevó a cabo el Champions Table, un torneo para todos los campeones de la temporada y en cualquier caso, no solo el evento principal, este torneo se llevó a cabo en marzo de 2013 en la fiesta de premiación a los mejores del año.
En 2013 CAP tuvo 7 etapas y se agregó otra ciudad al calendario, esta vez fue Victoria en el estado de Entre Ríos. El número promedio de jugadores en el evento principal aumentó a 455 y el escenario de Rosario llegó a 837 jugadores solo en el evento principal.
En 2014, CAP aumentó a 530 el número promedio de jugadores en el evento principal, siendo la Gran Final repartiendo más de un millón de personas ($ 1.220.531 aproximadamente US$ 143.286) sólo al campeón de la etapa de Las Grutas, en el estado de Río Negro.
Para 2015 se suma la etapa de Posadas (Misiones) y comienza a estabilizarse con alrededor de 6 a 7 etapas por año. El número promedio de jugadores en el evento principal fue 485.
Entre 2016 y 2021 no se agregaron nuevas ciudades al calendario, manteniéndose solo las etapas que produjeron más jugadores, ya que las ciudades tenían más opciones de transporte y alojamiento.
En 2020, CAP tendría 8 etapas por primera vez en el año, pero debido a COVID el evento tuvo que cancelarse como todos los eventos de póquer en todo el mundo. La primera etapa de 2020 fue cancelada días antes de realizarse en Buenos Aires, regresando recién a finales de 2021 con una etapa especial en Buenos Aires que no tuvo puntos contabilizados, debido a que muchos jugadores no quisieron participar mientras había pandemia de COVID. sin embargo, 734 jugadores compitieron en la etapa única entre 2020 y 2021.
En 2022 se sumó la ciudad de Puerto Iguazú (Misiones), cercana a Foz do Iguaçu (Brasil) con la idea de atraer jugadores brasileños, ya que se llevaron a cabo etapas del pt:Brazilian Series of Poker (el Campeonato Brasileño de Poker). en Iguazú y los jugadores brasileños ya estarían acostumbrados al lugar y a la ciudad. Este año, por primera vez, el campeón del evento principal de una etapa de la CAP fue alguien de fuera de Argentina, un colombiano que ganó la etapa de Puerto Iguazú.
En 2023 se realizaron 7 etapas en las ciudades más deseadas por los jugadores y este año el jugador Leandro Bianchini fue campeón de 3 etapas en 3 ciudades diferentes, con estos logros obtuvo puntos importantes y se convirtió en Campeón Argentino de Poker según el ranking final.
Para 2024 serán 8 etapas que arrancan el 10 de marzo en Buenos Aires y cierran el año con la Gran Final en Rosario.

## Resultados

### Temporada 1 (2011)
| Fecha                       | Evento                                                           | Jugadores | Premio Total               | Ganador              | Premio                  | Res |
| --------------------------- | ---------------------------------------------------------------- | --------- | -------------------------- | -------------------- | ----------------------- | --- |
| 11 al 14 de junio           | CAP Buenos Aires ARS 7,000 Casino Buenos Aires, Buenos Aires, BA | 195       | ARS 1,160,250 (~U$283,519) | Elias Escandar       | ARS 290,062 (~U$70,880) |     |
| 11 al 13 de agosto          | CAP Neuquén ARS 3,000 Casino Makic, Neuquén, NQN                 | 183       | ARS 466,650 (~U$112,153)   | Miguel Angel Ventura | ARS 116,662 (~U$28,039) |     |
| 14 al 16 de octubre         | CAP Santa Rosa ARS 2,500 Casino Club Santa Rosa, LP              | 211       | ARS 448,375 (~U$106,682)   | Diego Aro            | ARS 109,922 (~U$26,154) |     |
| 17 al 20 noviembre          | CAP Rosario ARS 4,000 City Center Rosario, SF                    | 360       | ARS 1,224,000 (~U$286,455) | Fabian Ortiz         | ARS 285,804 (~U$66,887) |     |
| 10 al 12 de febrero de 2012 | Gran Final Ushuaia ARS 10,000 Casino Club Ushuaia, TF            | 65        | ARS 552,500 (~U$127,227)   | Osvaldo Cebada       | ARS 179,635 (~U$41,366) |     |

Campeón Argentino de Poker 2011 -  ELIAS ESCANDAR, recibirá como recompensa la entrada a todos los eventos del CAP de 2012.

### Temporada 2 (2012)
| Fecha                             | Evento                                                              | Jugadores | Premio Total               | Ganador            | Premio                   | Res |
| --------------------------------- | ------------------------------------------------------------------- | --------- | -------------------------- | ------------------ | ------------------------ | --- |
| 1 al 5 de junio                   | CAP Santa Rosa ARS 2,500 Casino Club Santa Rosa, LP                 | 269       | ARS 571,200 (~U$127,894)   | Cristian Rotondo   | ARS 142,800 (~U$31,974)  | -   |
| 19 al 22 de julio                 | CAP Buenos Aires ARS 5,000 Casino Buenos Aires, Buenos Aires, BA    | 295       | ARS 1,253,750 (~U$275,482) | Marcelo Ravelli    | ARS 376,125 (~U$82,645)  |     |
| 23 al 26 de agosto                | CAP Rosario ARS 4,000 City Center Rosario, SF                       | 424       | ARS 1,441,600 (~U$312,357) | Iván Lucá          | ARS 336,000 (~U$72,802)  |     |
| 14 al 17 de septiembre            | CAP Posadas ARS 3,000 Casino Club Posadas, MI                       | 84        | ARS 214,155 (~U$45,956)    | Richard Dubini     | ARS 64,902 (~U$13,928)   |     |
| 19 al 22 de octubre               | CAP Trelew ARS 3,000 Casino Club Trelew, CT                         | 181       | ARS 461,550 (~U$97,512)    | Iván Lucá          | ARS 120,003 (~U$25,353)  |     |
| 30 de noviembre al 3 de diciembre | Gran Final Rosario ARS 5,000 City Center Rosario, SF                | 582       | ARS 2,473,500 (~U$511,885) | Mario Javier López | ARS 576,573 (~U$119,320) |     |
| Torneo de campeones del CAP 2012  |                                                                     |           |                            |                    |                          |     |
| 4 de marzo de 2013                | Torneo de Campeones ARS 1,000 Pleno Buffet, Casino Buenos Aires, BA | 104       | ARS 88,400 (~U$17,501)     | Pablo Parrella     | ARS 24,310 (~U$4,813)    |     |

'Campeón Argentino de Poker 2012 -  IVÁN LUCÁ, ganó como recompensa ARS 78.287 (~U$15,500)

### Temporada 3 (2013)
| Fecha                            | Evento                                                              | Jugadores | Premio Total               | Ganador              | Premio                   | Res |
| -------------------------------- | ------------------------------------------------------------------- | --------- | -------------------------- | -------------------- | ------------------------ | --- |
| 7 al 10 abril                    | CAP Buenos Aires ARS 6,000 Casino Buenos Aires, Buenos Aires, BA    | 416       | ARS 2,121,600 (~U$412,970) | Federico Núñez       | ARS 487,732 (~U$94,937)  |     |
| 25 al 27 de mayo                 | CAP Santa Rosa ARS 4,000 · Casino Club Santa Rosa, LP               | 314       | ARS 1,067,000 (~U$202,548) | Julio Ibáñez         | ARS 120,000 (~U$22,780)  |     |
| 29 de junio al 1 de julio        | CAP Victoria ARS 4,000 Casino Victoria, Victoria, ER                | 418       | ARS 1,421,000 (~U$264,425) | Daniel Asis          | ARS 326,450 (~U$60,747)  |     |
| 17 al 19 de agosto               | CAP Neuquén ARS 4,000 Casino Makic, Neuquén, NQN                    | 308       | ARS 1,047,200 (~U$187,666) | Rubén Gannam         | ARS 245,045 (~U$43,914)  |     |
| 13 al 15 de septiembre           | CAP Rosario ARS 5,000 City Center Rosario, SF                       | 689       | ARS 2,928,250 (~U$512,304) | Mario Javier López   | ARS 608,783 (~U$106,508) |     |
| 1 al 3 de noviembre              | CAP Trelew ARS 4,000 Casino Club Trelew, CT                         | 206       | ARS 700,400 (~U$118,500)   | Daniel Lapegrini     | ARS 170,895 (~U$28,914)  | -   |
| 6 al 9 de diciembre              | Gran Final Rosario ARS 6,000 City Center Rosario, SF                | 837       | ARS 4,268,700 (~U$684,280) | Norberto Blumencweig | ARS 860,570 (~U$137,951) |     |
| Torneo de campeones del CAP 2013 |                                                                     |           |                            |                      |                          |     |
| 13 de diciembre                  | Torneo de Campeones ARS 2,500 Pleno Buffet, Casino Buenos Aires, BA | 91        | ARS 193,375 (~U$30,767)    | Richard Dubini       | ARS 53,178.13 (~U$8,461) |     |

Campeón Argentino de Poker 2013 -  MORBERTO BLUMENCWEIG, ganó como recompensa ARS 153.484,80 (~U$24,420)

### Temporada 4 (2014)
| Fecha                            | Evento                                                              | Jugadores | Premio Total               | Ganador           | Premio                     | Res |
| -------------------------------- | ------------------------------------------------------------------- | --------- | -------------------------- | ----------------- | -------------------------- | --- |
| 9 al 12 de marzo                 | CAP Buenos Aires ARS 7,000 Casino Buenos Aires, Buenos Aires, BA    | 500       | ARS 2,975,000 (~U$381,898) | Adrian Testadona  | ARS 678,300 (~U$87,073)    |     |
| 11 al 13 de abril                | CAP Las Grutas ARS 5,000 Casino Del Rio Las Grutas, RN              | 361       | ARS 1,534,250 (~U$191,737) | Mario Méndez      | ARS 352,117 (~U$44,004)    |     |
| 16 al 19 de mayo                 | CAP Victoria ARS 6,000 Casino Victoria, Victoria, ER                | 389       | ARS 1,983,900 (~U$246,122) | Gabriel Valvo     | ARS 456,873 (~U$56,680)    |     |
| 20 al 23 de junio                | CAP Santa Rosa ARS 6,000 · Casino Club Santa Rosa, LP               | 271       | ARS 1,382,100 (~U$169,980) | Gabriel Zakalik   | ARS 331,704 (~U$40,795)    |     |
| 25 al 28 de julio                | CAP Neuquén ARS 6,000 Casino Makic, Neuquén, NQN                    | 308       | ARS 1,570,800 (~U$192,303) | Leonardo F. Galle | ARS 367,567 (~U$44,999)    |     |
| 29 de agosto al 1 de septiembre  | CAP Rosario ARS 6,000 City Center Rosario, SF                       | 918       | ARS 4,681,800 (~U$557,172) | Lucas Cortijo     | ARS 942,915 (~U$112,215)   |     |
| 11 al 14 de octubre              | CAP Buenos Aires ARS 7,000 Casino Buenos Aires, Buenos Aires, BA    | 544       | ARS 3,236,990 (~U$382,187) | Gustavo Bisiach   | ARS 737,990 (~U$87,133)    |     |
| 21 al 25 de noviembre            | Gran Final Rosario ARS 7,000 City Center Rosario, SF                | 944       | ARS 5,616,800 (~U$659,391) | Mauro Werbach     | ARS 1,220,531 (~U$143,286) |     |
| Torneo de campeones del CAP 2014 |                                                                     |           |                            |                   |                            |     |
| 12 de diciembre                  | Torneo de Campeones ARS 2,500 Pleno Buffet, Casino Buenos Aires, BA |           |                            | para confirmar    |                            |     |

Campeón Argentino de Poker 2014 -  FERNANDO DI FRANCESCO, ganó como recompensa ARS 258,376 (~U$30,358)

### Temporada 5 (2015)
| Fecha                             | Evento                                                              | Jugadores | Premio Total               | Ganador         | Premio                     | Res |
| --------------------------------- | ------------------------------------------------------------------- | --------- | -------------------------- | --------------- | -------------------------- | --- |
| 13 al 16 de abril                 | CAP Buenos Aires ARS 8,000 Casino Buenos Aires, Buenos Aires, BA    | 659       | ARS 4,481,200 (~U$506,432) | Carlos Leiva    | ARS 918,198 (~U$103,768)   |     |
| 15 al 18 de mayo                  | CAP Victoria ARS 7,000 Casino Victoria, Victoria, ER                | 346       | ARS 2,058,700 (~U$230,031) | Germán Muises   | ARS 481,736 (~U$53,827)    |     |
| 12 al 15 de junio                 | CAP Neuquén ARS 7,000 Casino Makic, Neuquén, NQN                    | 310       | ARS 1,844,500 (~U$204,242) | Germán Muises   | ARS 431,613 (~U$47,793)    |     |
| 24 al 27 julio                    | CAP Posadas ARS 6,000 Casino Club Posadas, MI                       | 177       | ARS 902,700 (~U$98,436)    | Lucas Cortijo   | ARS 225,675 (~U$24,609)    |     |
| 11 al 15 de septiembre            | CAP Rosario ARS 7,000 City Center Rosario, SF                       | 772       | ARS 4,593,400 (~U$490,964) | Matias Ruzzi    | ARS 1,003,658 (~U$107,276) |     |
| 6 al 9 de noviembre               | CAP Santa Rosa ARS 6,000 · Casino Club Santa Rosa, LP               | 297       | ARS 1,514,767 (~U$158,983) | Luis Navarro    | ARS 363,582 (~U$38,160)    |     |
| 26 de noviembre al 2 de diciembre | Gran Final Rosario ARS 8,000 City Center Rosario, SF                | 832       | ARS 5,657,600 (~U$585,343) | Cristian Stival | ARS 1,210,726 (~U$125,263) |     |
| Torneo de campeones del CAP 2015  |                                                                     |           |                            |                 |                            |     |
| 17 de diciembre                   | Torneo de Campeones ARS 3,000 Pleno Buffet, Casino Buenos Aires, BA |           |                            | para confirmar  |                            |     |

Campeón Argentino de Poker 2015 -  CARLOS LEANDRO SCHMIDT, ganó como recompensa ARS 232,176 (~U$23,743)

### Temporada 6 (2016)
| Fecha                            | Evento                                                              | Jugadores | Premio Total               | Ganador             | Premio                     | Res |
| -------------------------------- | ------------------------------------------------------------------- | --------- | -------------------------- | ------------------- | -------------------------- | --- |
| 9 al 14 de abril                 | CAP Buenos Aires ARS 10,000 Casino Buenos Aires, Buenos Aires, BA   | 742       | ARS 6,307,000 (~U$435,648) | Carlos Mironiuk     | ARS 1,292,304 (~U$89,264)  |     |
| 21 al 24 de mayo                 | CAP Santa Rosa ARS 7,000 · Casino Club Santa Rosa, LP               | 295       | ARS 1,755,250 (~U$124,637) | José Grill          | ARS 421,256 (~U$29,913)    |     |
| 1 al 4 de julio                  | CAP Victoria ARS 9,000 Casino Victoria, Victoria, ER                | 304       | ARS 2,325,506 (~U$154,328) | Diego A. Dos Santos | ARS 544,190 (~U$36,114)    |     |
| 11 al 16 de agosto               | CAP Rosario ARS 9,000 City Center Rosario, SF                       | 878       | ARS 6,716,700 (~U$457,609) | Ramiro Petrone      | ARS 1,354,087 (~U$92,254)  |     |
| 7 al 10 de octubre               | CAP Neuquén ARS 8,000 Casino Makic, Neuquén, NQN                    | 302       | ARS 2,053,596 (~U$135,041) | Jose Lesta          | ARS 480,542 (~U$31,600)    |     |
| 16 al 22 de noviembre            | Gran Final Rosario ARS 9,000 City Center Rosario, SF                | 1,240     | ARS 9,486,000 (~U$608,597) | Fabian Ortiz        | ARS 1,910,471 (~U$122,571) |     |
| Torneo de campeones del CAP 2016 |                                                                     |           |                            |                     |                            |     |
| 23 de diciembre                  | Torneo de Campeones ARS 6,000 Pleno Buffet, Casino Buenos Aires, BA |           |                            | para confirmar      |                            |     |

Campeón Argentino de Poker 2016 -  CARLOS LEANDRO SCHMIDT, ganó como recompensa ARS 320.035 (~U$20,523)

### Temporada 7 (2017)
| Fecha                 | Evento                                                            | Jugadores | Premio Total               | Ganador          | Premio                     | Res |
| --------------------- | ----------------------------------------------------------------- | --------- | -------------------------- | ---------------- | -------------------------- | --- |
| 19 al 26 de abril     | CAP Buenos Aires ARS 12,000 Casino Buenos Aires, Buenos Aires, BA | 572       | ARS 5,697,120 (~U$367,887) | Franco Spitale   | ARS 1,264,191 (~U$81,634)  |     |
| 12 al 18 de julio     | CAP Rosario ARS 10,000 City Center Rosario, SF                    | 825       | ARS 6,847,500 (~U$403,497) | Emiliano Alcaide | ARS 1,380,456 (~U$81,345)  | -   |
| 19 al 25 de agosto    | CAP Buenos Aires ARS 12,000 Casino Buenos Aires, Buenos Aires, BA | 464       | ARS 4,621,440 (~U$267,079) | Mariano Hyon     | ARS 1,053,688 (~U$60,894)  |     |
| 8 al 11 de septiembre | CAP Santa Rosa ARS 8,000 · Casino Club Santa Rosa, LP             | 360       | ARS 2,390,398 (~U$139,001) | Julián Simone    | ARS 549,075 (~U$31,929)    | -   |
| 13 al 16 de octubre   | CAP Neuquén ARS 10,000 Casino Makic, Neuquén, NQN                 | 234       | ARS 1,942,200 (~U$111,733) | Matías Arroyo    | ARS 473,897 (~U$27,263)    | -   |
| 8 al 14 de noviembre  | Gran Final Rosario ARS 12,000 City Center Rosario, SF             | 906       | ARS 9,023,760 (~U$514,553) | Franco Spitale   | ARS 1,817,385 (~U$103,631) |     |

Campeón Argentino de Poker 2017 -  FRANCO SPITALE, ganó como recompensa ARS 352,010.40 (~U$19,891), también ganó un PlayStation 4 y otros regalos.

### Temporada 8 (2018)
| Fecha                            | Evento                                                              | Jugadores | Premio Total                | Ganador            | Premio                    | Res |
| -------------------------------- | ------------------------------------------------------------------- | --------- | --------------------------- | ------------------ | ------------------------- | --- |
| 12 al 16 de abril                | CAP Buenos Aires ARS 13,000 Casino Buenos Aires, Buenos Aires, BA   | 694       | ARS 7,488,260 (~U$370,848)  | Ricardo Saldías    | ARS 1,142,708 (~U$56,591) |     |
| 10 al 14 de mayo                 | CAP Rosario ARS 12,000 City Center Rosario, SF                      | 697       | ARS 6,942,120 (~U$306,639)  | Nicolas Coscarelli | ARS 1,059,368 (~U$46,793) |     |
| 8 al 11 de junio                 | CAP Santa Rosa ARS 10,000 · Casino Club Santa Rosa, LP              | 420       | ARS 3,486,000 (~U$136,466)  | Diego Aro          | ARS 662,340 (~U$25,928)   |     |
| 6 al 11 de septiembre            | CAP Buenos Aires ARS 13,000 Casino Buenos Aires, Buenos Aires, BA   | 533       | ARS 5,751,070 (~U$152,546)  | Marcelo Belleri    | ARS 1,014,368 (~U$26,906) |     |
| 12 al 15 de octubre              | CAP Neuquén ARS 10,000 Casino Makic, Neuquén, NQN                   | 339       | ARS 2,813,700 (~U$78,194)   | Pablo Parra        | ARS 605,790 (~U$16,835)   |     |
| 8 al 13 de noviembre             | Gran Final Rosario ARS 12,000 City Center Rosario, SF               | 1,173     | ARS 13,630,260 (~U$382,113) | Diego Aro          | ARS 2,339,099 (~U$65,575) |     |
| Torneo de campeones del CAP 2018 |                                                                     |           |                             |                    |                           |     |
| 20 de diciembre                  | Torneo de Campeones ARS 5,000 Pleno Buffet, Casino Buenos Aires, BA |           |                             | para confirmar     |                           |     |

Campeón Argentino de Poker 2018 -  DIEGO SEBASTIAN ARO, ganó como recompensa ARS 458,750.91 (~U$12,060)

### Temporada 9 (2019)
| Fecha                 | Evento                                                            | Jugadores | Premio Total                | Ganador            | Premio                    | Res |
| --------------------- | ----------------------------------------------------------------- | --------- | --------------------------- | ------------------ | ------------------------- | --- |
| 15 al 18 del marzo    | CAP Santa Rosa ARS 12,000 Casino Club Santa Rosa, LP              | 457       | ARS 4,551,720 (~U$113,460)  | Cristian Sciarini  | ARS 806,505 (~U$20,104)   |     |
| 4 al 8 de abril       | CAP Buenos Aires ARS 14,000 Casino Buenos Aires, Buenos Aires, BA | 764       | ARS 8,877,680 (~U$205,583)  | Javier Meisegeier  | ARS 1,278,386 (~U$29,604) |     |
| 9 al 14 de mayo       | CAP Rosario ARS 15,000 City Center Rosario, SF                    | 999       | ARS 12,437,550 (~U$271,247) | Gabriel Zakalik    | ARS 2,134,417 (~U$46,549) |     |
| 7 al 10 de junio      | CAP Santa Rosa ARS 13,000 Casino Club Santa Rosa, LP              | 390       | ARS 4,208,100 (~U$93,911)   | Mauricio Parodi    | ARS 799,539 (~U$17,843)   |     |
| 6 al 11 de septiembre | CAP Buenos Aires ARS 18,000 Casino Buenos Aires, Buenos Aires, BA | 705       | ARS 10,532,695 (~U$187,823) | Julio Alfonsín     | ARS 2,158,150 (~U$38,485) |     |
| 18 al 21 de octubre   | CAP Neuquén ARS 15,000 Casino Makic, Neuquén, NQN                 | 407       | ARS 5,067,150 (~U$86,875)   | A. Gonzalo Robles  | ARS 1,041,552 (~U$17,857) |     |
| 14 al 19 de noviembre | Gran Final Rosario ARS 20,000 City Center Rosario, SF             | 1,441     | ARS 23,920,600 (~U$400,270) | Pablo S. Rodriguez | ARS 3,854,581 (~U$64,500) |     |

Campeón Argentino de Poker 2019 -  LEANDRO BIANCHINI, ganó como recompensa acerca de ARS 834,270(~U$13,982)

### 2020 al 2021
| Fecha                                                     | Evento                                                             | Jugadores                                | Premio Total                             | Ganador                                  | Premio                                   | Res                                      |
| --------------------------------------------------------- | ------------------------------------------------------------------ | ---------------------------------------- | ---------------------------------------- | ---------------------------------------- | ---------------------------------------- | ---------------------------------------- |
| 9 al 13 de abril de 2020                                  | CAP Buenos Aires ARS 25,000 Casino Buenos Aires, Buenos Aires, BA  | POSTERGÓ Nueva fecha 9 al 13 de julio    | POSTERGÓ Nueva fecha 9 al 13 de julio    | POSTERGÓ Nueva fecha 9 al 13 de julio    | POSTERGÓ Nueva fecha 9 al 13 de julio    | POSTERGÓ Nueva fecha 9 al 13 de julio    |
| 15 al 18 de mayo de 2020                                  | CAP Santa Rosa ARS 18,000 Casino Club Santa Rosa, LP               | 13/03/2020: Suspendido hasta nuevo aviso | 13/03/2020: Suspendido hasta nuevo aviso | 13/03/2020: Suspendido hasta nuevo aviso | 13/03/2020: Suspendido hasta nuevo aviso | 13/03/2020: Suspendido hasta nuevo aviso |
| 25 al 30 de junio de 2020                                 | CAP Rosario ARS 35,000 City Center Rosario, SF                     | 13/03/2020: Suspendido hasta nuevo aviso | 13/03/2020: Suspendido hasta nuevo aviso | 13/03/2020: Suspendido hasta nuevo aviso | 13/03/2020: Suspendido hasta nuevo aviso | 13/03/2020: Suspendido hasta nuevo aviso |
| 9 al 13 de julio de 2020                                  | CAP Buenos Aires ARS 25,000 Casino Buenos Aires, Buenos Aires, BA  | 13/03/2020: Suspendido hasta nuevo aviso | 13/03/2020: Suspendido hasta nuevo aviso | 13/03/2020: Suspendido hasta nuevo aviso | 13/03/2020: Suspendido hasta nuevo aviso | 13/03/2020: Suspendido hasta nuevo aviso |
| 6 al 10 de agosto de 2020                                 | CAP Buenos Aires ARS 27,000 Casino Buenos Aires, Buenos Aires, BA  | 13/03/2020: Suspendido hasta nuevo aviso | 13/03/2020: Suspendido hasta nuevo aviso | 13/03/2020: Suspendido hasta nuevo aviso | 13/03/2020: Suspendido hasta nuevo aviso | 13/03/2020: Suspendido hasta nuevo aviso |
| 4 al 7 de septiembre de 2020                              | CAP Neuquén ARS 21,000 Casino Makic, Neuquén, NQN                  | 13/03/2020: Suspendido hasta nuevo aviso | 13/03/2020: Suspendido hasta nuevo aviso | 13/03/2020: Suspendido hasta nuevo aviso | 13/03/2020: Suspendido hasta nuevo aviso | 13/03/2020: Suspendido hasta nuevo aviso |
| 2 al 5 de octubre de 2020                                 | CAP Santa Rosa ARS 20,000 Casino Club Santa Rosa, LP               | 13/03/2020: Suspendido hasta nuevo aviso | 13/03/2020: Suspendido hasta nuevo aviso | 13/03/2020: Suspendido hasta nuevo aviso | 13/03/2020: Suspendido hasta nuevo aviso | 13/03/2020: Suspendido hasta nuevo aviso |
| 12 al 17 de noviembre de 2020                             | Gran Final Rosario ARS 42,000 City Center Rosario, SF              | 13/03/2020: Suspendido hasta nuevo aviso | 13/03/2020: Suspendido hasta nuevo aviso | 13/03/2020: Suspendido hasta nuevo aviso | 13/03/2020: Suspendido hasta nuevo aviso | 13/03/2020: Suspendido hasta nuevo aviso |
| 2021 - Se confirmó el retorno del CAP con nuevos valores. |                                                                    |                                          |                                          |                                          |                                          |                                          |
| 12 al 19 de diciembre de 2021                             | CAP Buenos Aires ARS 60,000 Casino Buenos Aires, Buenos Aires, BA  | 734                                      | ARS 36,553,200 (~U$359,345)              | Francisco Araujo                         | ARS 5,578,018 (~U$54,836)                |                                          |
| 20 de diciembre de 2021                                   | Torneo de Campeones Freeroll Casino Buenos Aires, Buenos Aires, BA | 9                                        | ARS 2,452,800 (~U$23,962)                | Jorge Suh                                | ARS 1,226,400 (~U$11,981)                |                                          |

### Temporada 10 (2022)
| Fecha                  | Evento                                                             | Jugadores | Premio Total                 | Ganador             | Premio                      | Res |
| ---------------------- | ------------------------------------------------------------------ | --------- | ---------------------------- | ------------------- | --------------------------- | --- |
| 7 al 12 de marzo       | CAP Buenos Aires ARS 70,000 Casino Buenos Aires, Buenos Aires, BA  | 903       | ARS 52,464,300 (~U$483,909)  | Leandro Amilibia    | ARS 10,146,596 (~U$93,588)  |     |
| 21 al 24 de abril      | CAP Santa Rosa ARS 60,000 · Casino Club Santa Rosa, LP             | 740       | ARS 36,852,000 (~U$323,465)  | Jeremias Mendoza    | ARS 8,844,480 (~U$77,632)   |     |
| 24 al 29 de mayo       | CAP Rosario ARS 120,000 City Center Rosario, SF                    | 785       | ARS 78,186,000 (~U$655,557)  | Victor Leones       | ARS 17,028,129 (~U$142,774) |     |
| 11 al 17 de julio      | CAP Buenos Aires ARS 120,000 Casino Buenos Aires, Buenos Aires, BA | 611       | ARS 60,855,600 (~U$479,104)  | Patricio Robuschi   | ARS 9,736,896 (~U$76,657)   |     |
| 18 al 22 de agosto     | CAP Neuquén ARS 120,000 Casino Makic, Neuquén, NQN                 | 324       | ARS 32,270,400 (~U$238,962)  | Miguel Zollo        | ARS 6,947,817 (~U$51,449)   |     |
| 21 al 25 de septiembre | CAP Santa Rosa ARS 120,000 Casino Club Santa Rosa, LP              | 313       | ARS 31,174,800 (~U$215,178)  | Diego Castro        | ARS 6,711,934 (~U$46,328)   |     |
| 12 al 16 de octubre    | CAP Iguazú ARS 120,000 City Center Iguazu Puerto Iguazú, MI        | 270       | ARS 26,892,000 (~U$178,334)  | Jonathan Castrillon | ARS 6,711,934 (~U$44,510)   |     |
| 15 al 22 de noviembre  | Gran Final Rosario ARS 140,000 City Center Rosario, SF             | 1,199     | ARS 139,323,800 (~U$859,778) | Luis Benedetti      | ARS 26,165,010 (~U$161,466) |     |

Campeón Argentino de Poker 2022 -  BLAS TORRES''

### Temporada 11 (2023)
| Fecha                | Evento                                                             | Jugadores | Premio Total                 | Ganador           | Premio                      | Res |
| -------------------- | ------------------------------------------------------------------ | --------- | ---------------------------- | ----------------- | --------------------------- | --- |
| 13 al 19 de marzo    | CAP Buenos Aires ARS 170,000 Casino Buenos Aires, Buenos Aires, BA | 875       | ARS 123,462,500 (~U$614,337) | Claudio Fernandez | ARS 21,050,356 (~U$104,744) |     |
| 12 al 16 de abril    | CAP Santa Rosa ARS 180,000 · Casino Club Santa Rosa, LP            | 314       | ARS 49,911,600 (~U$231,861)  | Leandro Bianchini | ARS 10,100,067 (~U$46,919)  |     |
| 15 al 22 de mayo     | CAP Rosario ARS 190,000 City Center Rosario, SF                    | 845       | ARS 133,256,500 (~U$577,491) | Gonzalo Gottlieb  | ARS 26,038,320 (~U$112,842) |     |
| 13 al 16 de julio    | CAP Iguazú ARS 205,000 City Center Iguazu Puerto Iguazú, MI        | 143       | ARS 24,331,450 (~U$91,873)   | Francisco Araujo  | ARS 7,073,153 (~U$26,707)   |     |
| 16 al 21 de agosto   | CAP Santa Rosa ARS 215,000 · Casino Club Santa Rosa, LP            | 289       | ARS 51,572,050 (~U$147,432)  | Leandro Bianchini | ARS 11,933,772 (~U$34,116)  |     |
| 5 al 8 de octubre    | CAP Neuquén ARS 280,000 Casino Makic, Neuquén, NQN                 | 155       | ARS 36,022,000 (~U$102,919)  | Leandro Bianchini | ARS 10,471,595 (~U$29,919)  |     |
| 7 al 13 de noviembre | Gran Final Rosario ARS 350,000 City Center Rosario, SF             | 1,087     | ARS 315,773,500 (~U$903,027) | Diego Nicolas     | ARS 54,249,869 (~U$155,140) |     |

Campeón Argentino de Poker 2023 -  LEANDRO BIANCHINI, ganó como recompensa ARS 12,098,349(~U$33,776)

### Temporada 12 (2024)
| Fecha                | Evento                                                        | Jugadores | Premio Total | Ganador              | Premio   | Resultado |
| -------------------- | ------------------------------------------------------------- | --------- | ------------ | -------------------- | -------- | --- |
| 10 al 18 de marzo    | CAP Buenos Aires U$ 400 Casino Buenos Aires, Buenos Aires, BA | 1,035     | U$343,620    | Franco Gasparini     | U$60,477 | |
| 17 al 22 de abril    | CAP Santa Rosa U$ 400 Casino Club Santa Rosa, LP              | 535       | U$177,620    | Valentin Piergentile | U$31,030 | YouTube: Mesa Final Main Event #2 fecha Cap 2024 (8h24m13s)                                                    |
| 6 al 16 de mayo      | CAP Rosario U$ 400 City Center Rosario, SF                    | 902       | U$299,464    | José Sosa Quinteros  | U$51,054 | YouTube: Circuito Argentino de Poker Rosario • Main Event • Dia Final • 1° US$ 51.054 • CodigoPoker (9h13m25s) |
| 4 al 9 de julio      | CAP Iguazú U$ 400 City Center Iguazu Puerto Iguazú, MI        | 249       | U$82,668     | Matias Tagliani      | U$20,508 | YouTube: Circuito Argentino de Poker Iguazu • Main Event • Dia Final • 1° US$ 20.508 • CodigoPoker (9h27m28s)  |
| 7 al 12 de agosto    | CAP Santa Rosa U$ 400 Casino Club Santa Rosa, LP              | 376       | U$124,832    | Gabriel Valvo        | U$25,052 | YouTube: Circuito Argentino de Poker #5 Santa Rosa • Main Event • Dia Final • CodigoPoker (5h59m45s)           |
| 2 al 8 de septiembre | CAP Buenos Aires U$ 400 Casino Buenos Aires, Buenos Aires, BA | 967       | U$321,044    | Ignacio Gaspari      | U$54,737 | |
| 2 al 6 de octubre    | CAP Neuquén U$ 300 Casino Makic, Neuquén, NQN                 | 239       | U$59,511     | Gabriel Bega         | U$15,551 | |
| 6 al 14 de noviembre | Gran Final Rosario U$ 400 City Center Rosario, SF             | 1,071     | U$355,572    | Valentín Piergentile | U$60,872 | YouTube: Circuito Argentino de Poker #8 Rosario • Main Event • Mesa Final • CodigoPoker (10h04m15s)            |

Campeón Argentino de Poker 2024 -  VALENTÍN PIERGENTILE
Estadísticas CAP 2024

⇒ Hubo 106 campeones

⇒ Hubo 4.314 jugadores totales

⇒ Se contabilizaron 19.000 acreditaciones

⇒ Se entregaron US$5.3 millones en premios

### Temporada 13 (2025)
Temporada 2025 del Circuito Argentino de Poker
| Fecha                                             | Evento                                                           | Jugadores | Premio Total | Ganador                    | Premio   | Resultado |
| ------------------------------------------------- | ---------------------------------------------------------------- | --------- | ------------ | -------------------------- | -------- | --------- |
| 4 al 12 de marzo                                  | CAP Buenos Aires U$ 500 Casino Buenos Aires, Buenos Aires, BA    | 1,544     | U$633,040    | Alejandro Fernández Licona | U$93,866 |           |
| 10 al 14 de abril                                 | CAP Santa Rosa U$ 500 Casino Club Santa Rosa, LP                 | 620       | U$228,780    | Patricio Robuschi          | U$42,930 |           |
| 13 al 21 de mayo                                  | CAP Rosario U$ 500 City Center Rosario, SF                       | 1,378     | U$564,980    | Ricardo Saldías            | U$86,170 |           |
| 6 al 14 de julio                                  | CAP Buenos Aires U$ 600 Casino Buenos Aires, Buenos Aires, BA    | 1,144     | U$560,000    | Gustavo Bianchi            | U$90,137 |           |
| 21 al 25 de agosto                                | CAP Santa Rosa U$ 500 Casino Club Santa Rosa, LP                 |           |              |                            |          |           |
| 25 al 29 de septiembre                            | CAP Iguazú U$ 500 City Center Iguazu Puerto Iguazú, MI           |           |              |                            |          |           |
| 20 al 28 de octubre                               | CAP Rosario City Center Rosario, SF                              |           |              |                            |          |           |
| CAP ROYALE * No sumará puntos para el ranking CAP |                                                                  |           |              |                            |          |           |
| 30 de enero al 2 de febrero                       | CAP ROYALE Bariloche U$ 900 Casino Club Bariloche, Bariloche, RN | 104       | U$79,560     | Alejandro Romero           | U$22,879 |           |
| por confirmar                                     | CAP ROYALE Iguazú U$ -- City Center Iguazu Puerto Iguazú, MI     |           |              |                            |          |           |

Campeón Argentino de Poker 2025 - por confirmar